# Cranioleuca vulpina
El curutié vulpino (Cranioleuca vulpina), también denominado chamicero ribereño (en Colombia), cola-espina de dorso rojizo (en Perú), güitío cejas blancas (en Venezuela) o curutié de río (en Paraguay), es una especie de ave paseriforme de la familia Furnariidae perteneciente al numeroso género Cranioleuca. Es nativa del centro y norte de América del Sur. 

## Distribución y hábitat
Se distribuye ampliamente y de forma disjunta desde el este de Colombia hacia el este por Venezuela, hasta Guyana, y hacia el sur por el norte, centro y suroeste de Brasil, noreste de Perú, noreste de Bolivia y raramente en los extremos noreste y este de Paraguay.
Esta especie es considerada de bastante común a común y ampliamente diseminada, en una variedad de hábitats ribereños: los enmarañados arbustivos y el sotobosque de bosques en galería y riparios y de islas fluviales, por lo menos hasta los 600 m de altitud.

## Sistemática

### Descripción original
La especie C. vulpina fue descrita por primera vez por el ornitólogo austríaco August von Pelzeln en 1856 bajo el nombre científico Synallaxis vulpina; la localidad tipo es: «Engenho do Gama, Río Guaporé, Mato Grosso, Brasil».

### Etimología
El nombre genérico femenino «Cranioleuca» se compone de las palabras del griego «κρανιον kranion»: cráneo, cabeza, y «λευκος leukos»: blanco, en referencia a la corona blanca de la especie tipo: Cranioleuca albiceps; y el nombre de la especie «vulpina», proviene del latín «vulpinus»: como un zorro, derivado de «vulpis, vulpes»: zorro, en referencia al color rojizo semejante a un zorro.

### Taxonomía
La especie Cranioleuca dissita, de Panamá, fue considerada una subespecie de la presente, pero difieren en características morfológicas y de vocalización, con soporte de datos filogenéticos. Anteriormente también fue considerada conespecífica con Cranioleuca vulpecula, pero las dos son localmente sintópicas y ampliamente simpátricas, y los experimentos de campo sugieren un posible aislamiento reproductivo creado por las diferencias de cantos. Las poblaciones amazónicas varían clinalmente en la coloración del dorso y de las partes inferiores;  en el norte de Brasil, las subespecies propuestas alopecias (del río Branco) y solimonensis (del bajo río Solimões) descritas con base en el dorso menos rojizo y las partes inferiores más ocráceas, no son realmente distinguibles de la nominal. Registros visuales del centro norte de Bolivia (sur de Beni) presumiblemente se relacionen con la subespecie foxi.

### Subespecies
Según las clasificaciones del Congreso Ornitológico Internacional (IOC) y Clements Checklist/eBird v.2019 se reconocen cuatro subespecies, con su correspondiente distribución geográfica:
- Cranioleuca vulpina apurensis J.T. Zimmer & Phelps, Sr., 1948 – oeste de Venezuela (oeste de Apure).
- Cranioleuca vulpina vulpina (Pelzeln, 1856) – noreste de Colombia (este de Boyacá al sur hasta Meta y al este hasta Vichada), centro y sur de Venezuela (Portuguesa, suroeste de Guárico, este de Apure, norte de Amazonas, y a lo largo del río Orinoco en Bolívar hacia el este hasta Delta Amacuro), oeste de Guyana, noreste de Perú, norte y centro de Brasil (a lo largo del río Amazonas desde el extremo oeste de Amazonas, y de los ríos Branco y bajo Negro, hacia el este hasta el este de Pará, y desde el bajo río Madeira al este hasta el sur de Mato Grosso, Goiás y oeste de São Paulo), extremo este de Bolivia (noreste de Santa Cruz) y, raramente, hasta los extremos noreste y este de Paraguay.
- Cranioleuca vulpina foxi Bond & Meyer de Schauensee, 1940 – centro de Bolivia (este de Cochabamba; también en el sur de Beni).
- Cranioleuca vulpina reiseri (Reichenberger, 1922) – noreste de Brasil (Piauí, oeste de Pernambuco, oeste de Bahia).